# Douglas McWhirter

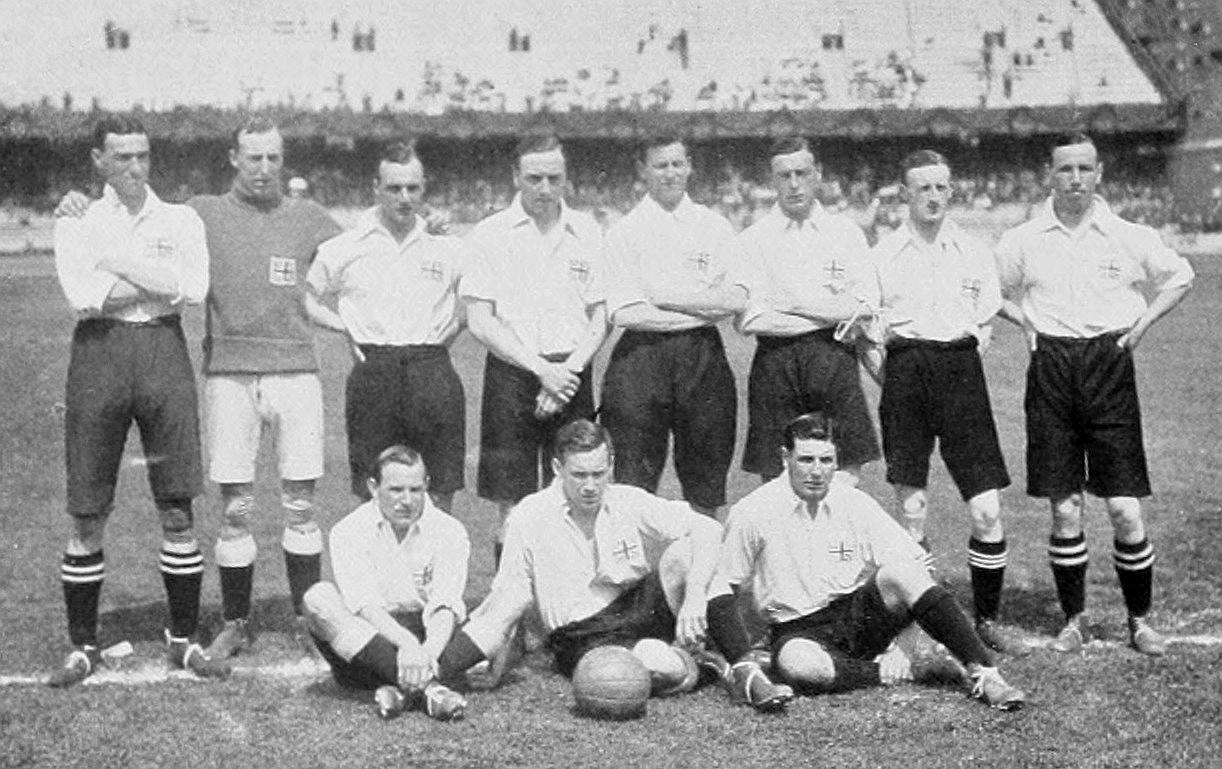
Selecció anglesa que guanyà la medalla d'or als Jocs Olímpics d'estiu de 1912. McWhirter és el primer per l'esquerra de la primera fila.

Douglas McWhirter (Erith, Londres, 13 d'agost de 1886 - Plumstead, Londres, 14 d'octubre de 1966) va ser un futbolista anglès que va competir a començament del segle xx. Jugà com a defensa i en el seu palmarès destaca la medalla d'or en la competició de futbol dels Jocs Olímpics d'Estocolm, el 1912.
A nivell de clubs jugà al Bromley i el Leicester City en els anys previs a la Primera Guerra Mundial.